# Élections régionales guyaniennes de 2020
Les élections régionales guyaniennes de 2020 ont lieu en même temps que les législatives le 2 mars 2020 au Guyana afin de renouveler les conseillers régionaux des dix régions du pays.